# Le Luot
Le Luot település Franciaországban, Manche megyében. Lakosainak száma 285 fő (2022. január 1.). Le Luot Chavoy, La Mouche, Saint-Jean-de-la-Haize, Le Parc, Subligny és Le Tanu községekkel határos.

## Népesség
A település népességének változása:
| Lakosok száma | 278  | 219  | 209  | 208  | 248  | 257  | 273  | 298  | 306  | 285  |
|               | 1968 | 1982 | 1990 | 2006 | 2013 | 2015 | 2017 | 2019 | 2020 | 2022 |